# 莫雷拉 (马亚)
莫雷拉是葡萄牙波尔图区的一个堂区。总面积8.75平方公里，总人口10280人，人口密度1174.9人/平方公里。